# Nestore di Pečers'k
Nestore di Pečers'k, detto anche Nestore di Kiev o Nestore l'annalista (1056 circa – 1114 circa), fu un monaco, scrittore e storico della Rus' di Kiev, venerato come santo dalle Chiese ortodosse.

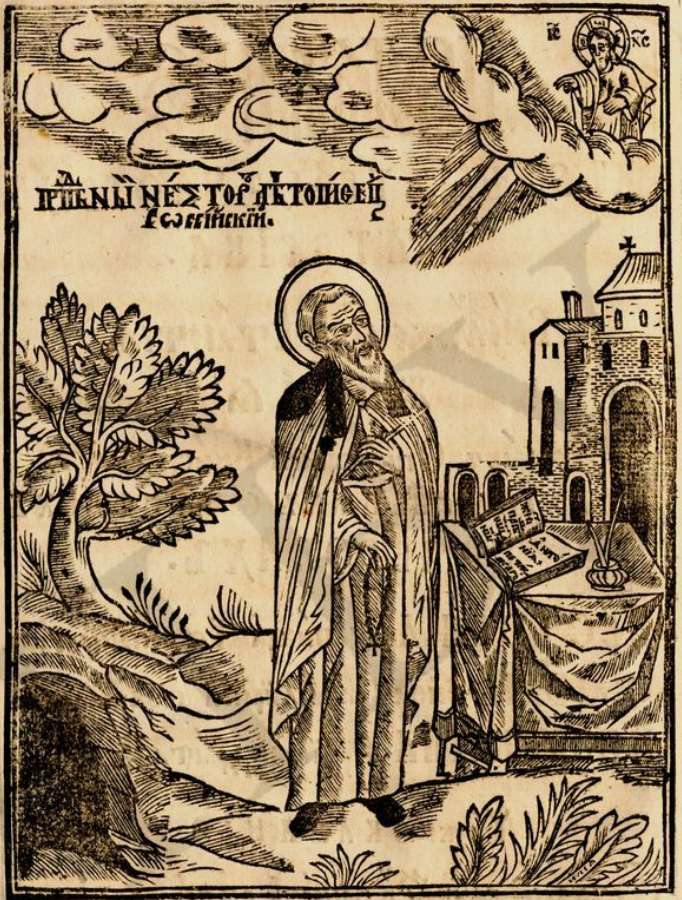
Nestore l'annalista (1661)

È reputato autore della Cronaca degli Anni Passati, delle Vite di San Teodosio, e di Boris e Gleb (1079-1088) e delle Letture. Viene venerato come santo dalla Chiesa ortodossa ed è ricordato il 27 ottobre e il 9 novembre.

## Biografia
Nestore, che ha lasciato molte informazioni dei monaci che con lui vivevano nel monastero di Pečers'k, il Monastero delle Grotte di Kiev, non ci ha tuttavia fornito informazioni riguardo alla propria biografia.
Il poco che si sa della sua biografia proviene dalle sue opere, in particolare in quelle in cui, raccontando la vita dei suoi contemporanei, i santi Teodosio e Antonio di Pečers'k, descrive la vita all'interno del Monastero delle Grotte, in cui vivrà dal 1073 fino alla sua morte, prima come semplice monaco e successivamente in qualità di diacono. È noto ad esempio che partecipò alla traslazione delle reliquie di san Teodosio il 14 agosto 1092 e che al loro ritrovamento, come riferisce lo stesso Nestore, le spoglie si presentavano incorrotte (attributo di gran parte dei santi ortodossi).
Letterato e padrone della lingua slava e dell'alfabeto cirillico, introdotti in Ucraina dai santi Cirillo e Metodio insieme alla religione ortodossa, è assai probabile che si sia formato nelle scuole aperte a Kiev dal principe Vladimir I e che ivi abbia studiato fino all'età di 17 anni, epoca in cui l'abate Stefano lo consacrò monaco. Sappiamo inoltre, per sua stessa ammissione, che ha studiato le opere dei filosofi e dei padri della Chiesa da lui rinvenute nella cattedrale di Santa Sofia a Kiev facendo con ciò presupporre che conoscesse il greco.
Per quel che concerne il suo pensiero politico sappiamo che supportò il principe regnante Svjatopolk II e la sua fazione pro-scandinava e che combatté aspramente il propagarsi della cultura greca a Kiev.
Le sue reliquie sono esposte nelle grotte presso il monastero della Pečers'ka Lavra.